# آپارسیدا دو تابوادو
آپارسیدا دو تابوادو (به پرتغالی: Aparecida do Taboado) یک منطقهٔ مسکونی در برزیل است که در ماتوگروسو جنوبی واقع شده‌است. آپارسیدا دو تابوادو ۲۶٬۰۶۹ نفر جمعیت دارد.